# Valmo Kriisa
Valmo Kriisa (Pärnu, 18 maggio 1974) è un ex cestista estone.

## Carriera
Con l'Estonia ha disputato i Campionati europei del 2001.

## Palmarès
- Campionato olandese: 1

Donar Groningen: 2003-04
- Campionato estone: 2

Kalev/Cramo: 2008-09
Tartu Ülikool: 2014-15
- Coppa d'Olanda: 1

Donar Groningen: 2005